# Luke Skywalker
Luke Skywalker là một nhân vật hư cấu và là nhân vật chính trong bộ ba phim gốc của loạt sử thi không gian Star Wars do George Lucas sáng tạo. Nhân vật được thể hiện bởi Mark Hamill, anh là một nhân vật quan trọng trong cuộc đấu tranh chống lại Đế chế Thiên hà. Luke là anh em sinh đôi của nhà lãnh đạo nổi dậy Công chúa Leia Organa của Alderaan, là người bạn và anh rể của kẻ buôn lậu Han Solo, là học trò của Sư phụ Jedi Obi-Wan "Ben" Kenobi và Yoda, con trai của Jedi Anakin Skywalker (Darth Vader) và Nữ hoàng của Naboo/Thượng nghị sĩ Cộng hòa Padmé Amidala và chú của Ben Solo. Vũ trụ mở rộng cũ của Star Wars hiện nay không được coi là chính thức hay canon nữa, miêu tả ông là một bậc thầy Jedi mạnh mẽ, chồng của Mara Jade, cha của Ben Skywalker và chú của Jaina, Jacen và Anakin Solo.
Năm 2015, nhân vật được tạp chí Empire chọn là nhân vật điện ảnh lớn thứ 50 của mọi thời đại. Trong danh sách 100 Nhân vật hư cấu vĩ đại nhất, Fandomania.com đã xếp hạng nhân vật ở vị trí thứ 14.

## Khái niệm và sáng tạo
Luke Skywalker ban đầu được đặt tên là "Luke Starkiller", và đã trải qua nhiều thay đổi thiết kế. Nhân vật này đã từng được thiết kế như một anh hùng chiến tranh lúng túng ở tuổi 60, sau này được chuyển thành một Thầy Jedi, và rồi thành một người phụ nữ. Tên họ "Starkiller" vẫn tồn tại trong vài tháng đầu sản xuất phim, Hamill khi ở trên camera sử dụng cái tên "Luke Starkiller" để tự gọi mình trong khi quay phim. "Starkiller" đã bị loại bỏ do Lucas nghĩ rằng nó có một "ý nghĩa rất khó chịu".
Một kết thúc thay thế của George Lucas cho Return of the Jedi là Luke sẽ lấy vai trò của cha mình là Darth Vader sau cái chết của ông và có ý định cai trị thiên hà thay thế ông. Mặc dù Lawrence Kasdan ủng hộ ý tưởng này, Lucas cuối cùng đã từ chối, vì các bộ phim được sản xuất cho khán giả nhỏ tuổi. Một cái kết khác cho bộ phim là nhân vật sẽ biến mất vào vùng hoang dã giống như "Clint Eastwood ở miền tây mì Ý".
Trong quá trình quay bộ ba gốc Star Wars, George Lucas thông báo với Hamill rằng anh sẽ cần tái hiện vai diễn khi anh ở tuổi trung niên. Lucas tiếp tục giải thích rằng vai trò của nhân vật Luke sẽ chuyển tiếp "thanh gươm Excalibur cho thế hệ tiếp theo". Hamill không có phản ứng gì vào thời điểm đó, vì khi đó ông nghĩ đến việc làm phim Star Wars nhiều thập kỷ sau là một khái niệm hơi trừu tượng. Hamill biết về bộ ba phần hậu truyện vào mùa hè năm 2012 tại một lễ hội Star Wars trong bữa ăn trưa, nơi Lucas nói với ông là một bộ phim đang được phát triển. Hamill nhớ lại việc cạo bỏ bộ râu của mình để miêu tả The Trickster trong The Flash, sau đó ông phải nuôi lại râu của mình cho vai diễn trong phim.
Việc thiếu vắng sự xuất hiện của nhân vật trong The Force Awakens là do nhà biên kịch Michael Arndt thấy rằng sự hiện diện của ông sẽ khiến khán giả ít quan tâm hơn đến nhân vật chính Rey, điều đó dẫn đến một thỏa thuận rằng ông sẽ bị loại khỏi cốt truyện và thay vào đó trở thành một công cụ cho nội dung truyện. Hamill đã tham dự các cuộc họp để đọc kịch bản, và giúp che giấu vai trò của Luke trong phim; thay vì đọc lời thoại, ông đọc hướng dẫn trên sân khấu. Đạo diễn Abrams nói nó cho phép ông chìm đắm vào công việc và giúp có được một "trải nghiệm tốt hơn cho mọi người".

## Xuất hiện

### Phim

#### Niềm hi vọng mới(1977)
Được giới thiệu trong bộ phim Star Wars năm 1977 (sau này được gọi là Episode IV - A New Hope), nhân vật đại diện cho mẫu anh hùng kiểu "chàng trai trẻ, thích phiêu lưu, muốn ra ngoài đối mặt với các thử thách, và trở lại sau chiến thắng với một lợi ích cho cộng đồng ".
Luke Skywalker sống trong một trang trại trên hành tinh Tatooine cùng với chú Owen và dì Beru. Luke có những bước đầu tiên hướng tới số phận của mình khi anh mua hai con droid C-3PO và R2-D2. Trong khi kiểm tra R2-D2, anh ta vô tình thấy một tin nhắn từ Leia. Khi R2-D2 mất tích, Luke đi ra ngoài để tìm con droid, nhưng bị hạ gục bởi bọn Tusken Raiders. Sau đó anh được cứu bởi Obi-Wan Kenobi, một ẩn sĩ già. Luke và Obi-Wan tìm nơi trú ẩn, và R2-D2 phát toàn bộ thông điệp cho Obi-Wan từ Leia, cầu xin ông giúp cô cùng đánh bại Đế chế Thiên hà. Obi-Wan nói rằng ông và cha của Luke đã từng là những hiệp sĩ Jedi, và rằng cha của Luke đã bị giết bởi một kẻ phản bội tên là Darth Vader. Obi-Wan đưa cho Luke thanh gươm ánh sáng của cha mình và đề nghị đưa anh ta đến Alderaan và huấn luyện anh theo cách của Thần lực, nhưng Luke từ chối lời đề nghị của ông.
Luke thay đổi suy nghĩ của mình khi anh trở về nhà để rồi biết rằng quân Đế chế đã giết chết dì và chú của anh. Luke và Obi-Wan sau đó đi đến Mos Eisley, nơi họ gặp kẻ buôn lậu Han Solo và Chewbacca tại Cantina. Họ du hành trên con tàu Millennium Falcon đến Alderaan, chỉ để phát hiện ra rằng nó đã bị Ngôi sao Chết phá hủy. Họ lên trạm không gian và giải cứu công chúa Leia. Obi-Wan tắt chùm tia máy kéo, và sau đó ông hi sinh mạng sống của mình trong một trận đấu với Vader, để Luke và bạn bè của anh có thể lên tàu Falcon và trốn thoát.
Trong trận chiến Yavin, Luke gia nhập Liên minh Nổi dậy để tấn công Ngôi sao Chết. Trong rãnh dẫn đến cổng xả của trạm, Luke nghe thấy giọng nói của Obi-Wan, bảo anh "tin tưởng vào cảm xúc của mình"; anh nghe lời khuyên của Obi-Wan và tắt máy tính hướng dẫn tên lửa của X-wing, thay vào đó sử dụng Thần lực để hướng tên lửa vào ống xả và tiêu diệt vũ khí hủy diệt.

#### Đế chế phản công(1980)
Trong bộ phim Đế chế phản công diễn ra ba năm sau bộ phim thứ nhất, Luke giờ đã là một trung úy trong quân Nổi dậy. Khi đang làm nhiệm vụ do thám quanh căn cứ bí mật của quân Nổi dậy trên hành tinh băng giá Hoth, anh bị bắt bởi một con Wampa nhưng trốn thoát được. Trong cơn bão tuyết, anh nhìn thấy linh hồn của Ben, ông khuyên Luke tới hành tinh Dagobah và hoàn thành khóa huấn luyện Jedi dưới Sư phụ Yoda. Anh được cứu bởi Han và chữa thương tại căn cứ. Đế chế phát hiện ra căn cứ của quân Nổi dậy, Luke dẫn đầu phi đội Rogue để bảo vệ căn cứ trong khi quân Nổi dậy di tản. Luke trốn thoát bằng chiếc X-wing và tới được hành tinh Dagobah, nơi anh gặp Yoda. Được dạy dỗ cẩn thận, sức mạnh của Luke với Thần lực trở nên mạnh mẽ hơn.
Trong quá trình tập luyện, Luke nhìn thấy ảo ảnh của các bạn mình bị thương. Không nghe theo lời khuyên của Yoda hay Ben, anh rời khỏi Dagobah để đi cứu các bạn mình và hứa sẽ quay trở lại để hoàn thành khóa huấn luyện. Anh tới hành tinh Bespin và đối mặt với Darth Vader. Luke không phải là đối thủ của Chúa tể Sith và bị cắt đứt bàn tay phải. Vader tiết lộ rằng hắn là cha của Luke và mong muốn anh sẽ cùng hắn lật đổ Hoàng đế và thống trị thiên hà. Luke kinh hãi trước tiết lộ đó, anh từ chối và nhảy xuống ống xả rác của thành phố Mây. Bị mắc kẹt, anh sử dụng Thần lực để kết nối với Leia, người đã quay lại trên con tàu Millenium Falcon để giải cứu Luke. Trên tàu, anh nghe được tiếng nói của Vader rằng số phận của anh chính là mặt tối. Ở cuối phim, tay bị đứt của Luke được thay bằng một bàn tay máy.

#### Sự trở lại của Jedi(1983)
Một năm sau phần phim trước, Luke giờ đây đã là một Hiệp sĩ Jedi, và có một thanh gươm ánh sáng mới. Luke tham gia vào một chiến dịch của Leia và Lando Calrissian để giải cứu Han, người bị bắt bởi tên trùm tội phạm Jabba the Hutt. Luke bị bắt và thả vào lồng Rancor. Sau khi giết con Rancor, anh bị Jabba đưa đến hố Salarcc để hành hình. Luke trốn thoát với sự giúp đỡ của R2 và giải cứu thành công bạn bè của mình.
Luke quay trở lại Dagobah, nơi anh thấy sư phụ Yoda đang nằm trên giường bệnh. Yoda trước khi mất đã xác nhận rằng Vader chính là cha của Luke. Linh hồn của Ben nói rằng Luke cũng có một người em sinh đôi, người mà Luke nhận ra ngay là Leia. Ông nói với Luke rằng anh phải đối mặt một lần nữa với Vader.
Tới hành tinh Endor trong đội biệt kích Nổi dậy, Luke đầu hàng Vader với mong muốn đưa ông trở lại mặt sáng. Vader đưa anh lên Ngôi sao Chết II để gặp Hoàng đế Palpatine. Hắn dụ anh về mặt tối và thay thế Vader. Luke lấy thanh gươm của mình để đấu kiếm một lần nữa với cha của mình. Sau khi Vader biết rằng Luke có một người em gái và nói rằng nếu anh không chịu thua mặt tối thì có thể Leia sẽ thay thế Luke. Điều đó làm cho Luke tức giận, và dùng hết sức lực để tấn công Vader. Cậu chiến thắng và cắt đứt một tay của Vader. Sau khi nhìn thấy bàn tay máy của cha mình, anh nhìn lại cánh tay máy của bản thân và nhận ra rằng mình đang chuẩn bị nhận một số phận giống như bố mình. Anh vứt thanh gươm ánh sáng của mình đi và tuyên bố rằng anh là một Jedi, "giống như cha tôi trước tôi".
Tức giận, Hoàng đế tra tấn Luke bằng sét Thần lực. Luke cầu cứu từ cha mình; không thể nhìn con mình chết, Vader ôm lấy Hoàng đế và ném hắn xuống lò phản ứng của Ngôi sao Chết. Vader bị thương bởi sét của Hoàng đế. Quân Nổi dậy chiến thắng trận Endor và hủy diệt được trạm chiến đấu. Trước khi thoát khỏi trạm, Luke cởi bỏ mặt nạ của Vader và nhìn khuôn mặt của cha mình lần đầu và cũng là lần cuối. Anakin Skywalker đã được cứu chuộc nói với Luke rằng đúng là có một điều gì đó tốt đẹp trong mình, và chết đi. Luke đốt xác của cha mình trên mặt trăng Endor. Anh dự lễ liên hoan của quân Nổi dậy và nhìn thấy linh hồn của Ben, Yoda và của cha mình.

#### Thần lực thức tỉnh(2015)

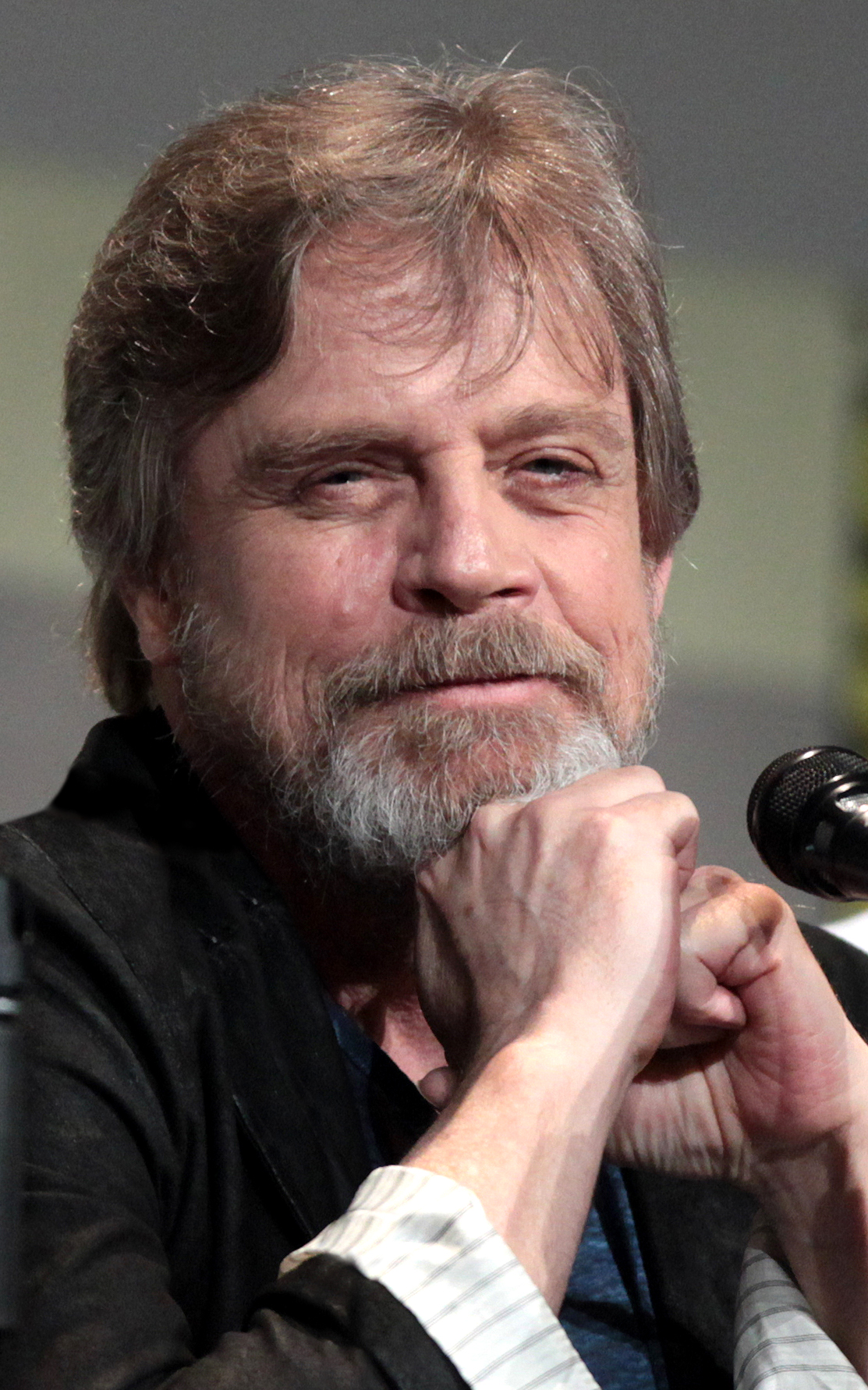
Mark Hamill trở lại với vai diễn Luke trong The Force Awakens 2015.

Trong Thần lực thức tỉnh, 30 năm sau sự kiện Endor, Luke đã biến mất một cách bí ẩn. Manh mối duy nhất mà quân Kháng chiến (một tổ chức thành lập từ quân Nổi dậy) có được là một tấm bản đồ. Han tiết lộ rằng Luke đã bắt đầu một trật tự Jedi mới sau khi quân Nổi dậy chiến thắng Đế chế; nhưng do một học trò phản bội, Ben Solo, người đã hủy diệt Thần điện Jedi và giết tất cả các học trò khác, Luke cảm thây có lỗi và tự mình đi đày. Ở cuối phim, Rey, một người nhặt phế liệu nhạy cảm với Thần lực, tìm được ông và dâng lại cho ông thanh gươm ánh sáng cũ từng được sử dụng bởi Luke và cha ông trước đó.

#### Jedi cuối cùng(2017)
Trong The Last Jedi, tiếp tục các sự kiện của Thần lực thức tỉnh, Luke từ chối dạy dỗ Rey, nói với cô rằng đã đến lúc để Jedi kết thúc. Sau khi bị thuyết phục bởi R2, ông chấp nhận lời đề nghị của Rey nhưng vẫn sợ hãi năng lực của cô. Luke nói với Rey rằng ông đã từng định giết Ben Solo trong lúc ngủ sau khi nhìn thấy ảo ảnh về sự tàn phá của Ben mang lại cho thiên hà, nhưng lại từ chối; Ben tỉnh dậy chỉ để nhìn thấy Luke với thanh gươm đang bật trên tay và chuyển sang mặt tối sau khi cảm thấy bị phản bội. Rey tin rằng Ben vẫn còn mặt sáng và khuyên ông nên đi với cô để giúp Ben, nhưng Luke từ chối. Sau khi cô đi khỏi, Luke gặp hồn ma của Yoda, người bảo với ông rằng ông vẫn còn một mục đích và rằng thất bại là người thầy tốt.
Luke xuất hiện trên hành tinh Crait, khi quân Kháng chiến đang cố gắng chống cự lại Tổ chức thứ nhất. Ông xin lỗi Leia vì đã cho phép Ben rơi vào bóng tối. Luke đối mặt một mình với Tổ chức Thứ nhất, và sống sót sau một loạt đạn bắn ra do Ren ra lệnh. Ren đối đầu với Luke, và cắt đôi Luke với thanh gươm của hắn, nhưng Luke vẫn không bị thương; tại Ahch-To, Luke đã gửi một hình chiếu của mình đến Crait, bằng cách sử dụng Thần lực. Điều này đánh lạc hướng Ren và cho phép quân Kháng chiến có đủ thời gian trốn thoát khỏi hành tinh. Luke nói với Kylo rằng ông sẽ không phải là Jedi cuối cùng trước khi biến mất. Trên Ahch-To, Luke suy sụp, ông nhìn ra đường chân trời với hai ánh mặt trời đang dần lặn xuống trước khi biến mất, ông cuối cùng đã trở thành một với Thần lực.

### Hoạt hình
Luke xuất hiện trong tập "Twin Suns" của Star Wars Rebels.
Luke còn xuất hiện trong chương trình mini Star Wars Forces of Destiny (2017) với Mark Hamill lồng tiếng cho nhân vật. Anh xuất hiện trong hai tập phim, "The Path Ahead" xoay quanh Luke trong quá trình tập luyện của anh trên hành tinh Dagobah, và "Traps and Tribulations" với Luke và Leia giúp đỡ người Ewok đánh đuổi người khổng lồ Gorax.